# ارنست کوپف
ارنست کوپف (آلمانی: Ernst Köpf؛ زادهٔ ۱۰ فوریهٔ ۱۹۴۰) ورزشکار هاکی روی یخ اهل آلمان است.
وی در مسابقات کشوری و بین‌المللی در مجموع برندهٔ ۱ مدال برنز شده‌است.